# Chicken Run: Evasió a la granja
Chicken Run: Evasió a la granja (títol original en anglès: Chicken Run)  és una pel·lícula d'animació franco-estatunidenco-britànica produïda per l'estudi Aardman, dirigida per Nick Park i Peter Lord, i estrenada l'any 2000. Ha estat doblada al català.

## Argument
Ginger és una gallina ponedora al galliner d'una granja al camp britànic. El lloc està compost de diversos barracots de fusta, pletes rodejades d'un filat de filferro espinós. Es gestionat per la parella Tweedy, la dona és malvada i irritable i el marit dèbil i covard. Pot tanmateix mostrar-se d'una gran maldat quan es tracta de les gallines. Ginger hi viu amb els seus semblants i un vell gall xaruc, Poulard, que ha format part de la RAF, l'exèrcit de l'aire britànic. Cansada de la seva absència de llibertat, de la seva vida monòtona i del risc d'acabar al plat dels propietaris, l'enèrgica i voluntariosa Ginger prova regularment d'escapolir-se, però es atrapada cada vegada. El seu objectiu és de fer evadir totes les seves congèneres. Però Mr. Tweedy, paranoic, comença a poc a poc a dubtar-ne, fins i tot si és regularment burxat per la seva dona, que troba ridícul que el seu marit s'imagini que les gallines puguin organitzar qualsevol pla d'evasió.
Els Tweedy decideixen abandonar la venda dels ous, poc rendible, i compren una màquina capaç de preparar de manera industrial pastissos de pollastre. Quan les gallines s'adonen del seu probable esdevenir, redoblen els esforços per dur a terme la seva evasió.

## Repartiment
| Personatge  | Actor original     | Actor de doblatge |
| ----------- | ------------------ | ----------------- |
| Rocky       | Mel Gibson         | Jordi Royo        |
| Ginger      | Julia Sawalha      | Carme Alarcón     |
| Sra. Tweedy | Miranda Richardson | Glòria Roig       |
| Sr. Tweedy  | Tony Haygarth      | Carles Canut      |
| Fowler      | Benjamin Whitrow   | Pepe Antequera    |
| Nick        | Timothy Spall      | Jordi Estadella   |
| Fletcher    | Phil Daniels       | Xavier de Llorens |
| Babs        | Jane Horrocks      | Bélen Roca        |
| Bunty       | Imelda Staunton    | –                 |
| Mac         | Lynn Ferguson      | Núria Llop        |

## Al voltant de la pel·lícula
Aquest film i la seva tècnica d'animació han inspirat el concepte i els personatges de Têtes à claques creades per Michel Beaudet
S'hi troben moltes referències al film La gran evasió, sobretot pel que fa als barracots que són similars, el túnel que és clarament el mateix, el fet que Ginger faci botar una pilota per a passar el temps, la música, etc., però també a altres films del mateix gènere com The Colditz Story i Stalag 17.
El film també trobà la seva inspiració a La rebel·lió dels animals de George Orwell.

## Premis
- 2000: Nominada al Globus d'Or a la millor pel·lícula musical o còmica
- 2000: 2 Nominacions als Premis BAFTA: Millors efectes especials i millor film britànic
- 2000: Associació de Crítics de Los Angeles: Millor llargmetratge d'animació
- 2000: Critics' Choice Awards: Millor llargmetratge d'animació
- 2000: Cercle de Crítics de Nova York: Millor pel·lícula d'animació